# ネイト・ロビンソン
ナサニエル・コーネリアス・ロビンソン（Nathaniel Cornelius Robinson, 1984年5月31日 - ）は、アメリカ合衆国ワシントン州シアトル出身の元プロバスケットボール選手、プロボクサー。NBAのニューヨーク・ニックスなどに所属していた。公称身長175cm、体重82kg。ポジションはポイントガード。2020年に36歳でプロボクシングデビューを果たした。

## 経歴
ワシントン州の高校時代は、バスケットボールとアメリカンフットボールの二刀流の万能選手として有名で、フットボールのポジションはQBだった。
ワシントン大学にアメリカンフットボールの奨学生として入学したが、その後バスケットボールに専念、主にシューティングガードとしてプレイし、2005年のNCAAトーナメントではチームのスウィート16(ベスト16)進出に貢献し、自身は2年連続でパシフィック・テン・カンファレンスのファーストチーム入りを果たした。
2005年のNBAドラフトでフェニックス・サンズから1巡目21位指名を受け、直後に交渉権がニューヨーク・ニックスに譲渡された。NBAではリーグでも特に低身長であるため、ミスマッチを避けるために控え選手としてプレイし、抜群の身体能力を武器にスコアラーとして活躍している。
垂直飛びは90.2cmを記録し、2006年のスラムダンクコンテストでは元NBA選手で元スラムダンク王のスパッド・ウェブ(168cm)を飛び越えてダンクを決めて優勝を果たした（他の年度でも優勝経験あり）。また2006年11月20日のヒューストン・ロケッツ戦ではリーグ最長身のプレイヤーである姚明 (229cm)のダンクをブロックするという離れ業をやってのけた（身長差は50cm以上である）。2005年にはチームメイトのジェローム・ジェームス(チーム最長身のプレイヤー)と諍いを起こし、2006年12月16日のデンバー・ナゲッツとの乱闘騒ぎでは、乱闘に参加した主要メンバーの1人として10試合の出場停止処分を受けるなど、プレイでもプレイ以外でも話題が絶えない。
2010年2月、マーカス・ランドリーと共に、エディ・ハウス、J.R・ギデンス、ビル・ウォーカー、そして年度未定の条件付きドラフト2巡指名権と交換で、ボストン・セルティックスへ移籍した。
プレーオフでは控えPGとして活躍を見せ、特にイースタン・カンファレンス決勝第6戦では
第2Qだけで13ptを取りチームを勝利に導く活躍を見せた。
この活躍を報道陣に聞かれロビンソンは「ドックのおかげだ」と語り
ドック・リバースHCから「気持ちを持ち続けるんだ。そのうち、君のおかげで試合に勝つときが必ずくるから」
との言葉に耳を傾き続けたからだ、と答えた。
2011年2月24日、ケンドリック・パーキンスと共に、ネナド・クリスティッチ、ジェフ・グリーンとの大型トレードに伴い、オクラホマシティ・サンダーへ移籍。2011年オフにNBAロックアウトが敢行された際、ロビンソンにNFL挑戦の噂が流れた。
2011-12シーズン開幕前日にサンダーを解雇されると、1月4日にゴールデンステート・ウォリアーズと1年107万ドル（約8200万円）で契約した。
2012年7月31日、シカゴ・ブルズと契約を結んだ。
2013年7月26日、デンバー・ナゲッツと契約した。サッカー選手のリオネル・メッシにちなんで背番号10をつけることになった。
2015年1月13日、ジャミーア・ネルソンとの交換でボストン・セルティックスに放出され、1月15日にバイアウトが成立し、解雇された。
2015年3月7日、ロサンゼルス・クリッパーズと10日間契約を結びロースター入りしたが、シーズン終了までの契約は更新されず解雇された。
2015年10月16日、ニューオーリンズ・ペリカンズと1年契約を結んだが、10月29日に解雇された。その後中国でのプレーを希望しているという噂も流れたが実現せず、2016年には再びNFL挑戦を希望しているという噂が報道された。

### プロボクシングデビュー
2020年11月28日、36歳でカリフォルニア州カーソンにて、マイク・タイソンvsロイ・ジョーンズ・ジュニアの前座でプロボクシングデビュー戦を行い、人気YouTuberのジェイク・ポールとクルーザー級6回戦で対戦し、2回KO負けを喫した。

## 人物
父親のジャック・ロビンソンもワシントン大学でRBとして活躍、オレンジボウルのMVPに選ばれ、その後NFLのフィラデルフィア・イーグルスでもプレーした。
アスリート一般レベルで見ても小柄な体格ながら、攻撃的なスタイルを得意とする。ポイントガードでありながらそのスタイルは完全にシューティングガードである。スラムダンクコンテストを3度制する超人的な身体能力を秘め、ビッグマン相手に果敢にアタックをしかける強気な性格が売り。
また、幼いころからトレーニングを積んでおり、14歳のときにダンクに成功した。

## 個人成績

### NBA

#### レギュラーシーズン
| シーズン | チーム | GP  | GS  | MPG  | FG%  | 3P%  | FT%  | RPG | APG | SPG | BPG | PPG  |
| -------- | ------ | --- | --- | ---- | ---- | ---- | ---- | --- | --- | --- | --- | ---- |
| 2005–06  | NYK    | 72  | 26  | 21.4 | .407 | .397 | .752 | 2.3 | 2.0 | .8  | .0  | 9.3  |
| 2006–07  | NYK    | 64  | 5   | 21.2 | .434 | .390 | .777 | 2.4 | 1.4 | .8  | .1  | 10.1 |
| 2007–08  | NYK    | 72  | 17  | 26.2 | .423 | .332 | .786 | 3.1 | 2.9 | .8  | .0  | 12.7 |
| 2008–09  | NYK    | 74  | 11  | 29.9 | .437 | .325 | .841 | 3.9 | 4.1 | 1.3 | .1  | 17.2 |
| 2009–10  | NYK    | 30  | 2   | 24.4 | .452 | .375 | .778 | 2.4 | 3.7 | .9  | .2  | 13.2 |
| 2009–10  | BOS    | 26  | 0   | 14.7 | .401 | .414 | .615 | 1.5 | 2.0 | .8  | .0  | 6.5  |
| 2010–11  | BOS    | 55  | 11  | 17.9 | .404 | .328 | .825 | 1.6 | 1.9 | .5  | .1  | 7.1  |
| 2010–11  | OKC    | 4   | 0   | 7.5  | .267 | .250 | .750 | .3  | 1.5 | .0  | .0  | 3.3  |
| 2011–12  | GSW    | 51  | 9   | 23.4 | .424 | .365 | .832 | 2.0 | 4.5 | 1.2 | .0  | 11.2 |
| 2012–13  | CHI    | 82* | 23  | 25.4 | .433 | .405 | .799 | 2.2 | 4.4 | 1.0 | .1  | 13.1 |
| 2013–14  | DEN    | 44  | 1   | 19.7 | .428 | .377 | .835 | 1.8 | 2.5 | .8  | .1  | 10.4 |
| 2014–15  | DEN    | 33  | 1   | 14.1 | .348 | .261 | .650 | 1.2 | 2.3 | .4  | .1  | 5.8  |
| 2014–15  | LAC    | 9   | 0   | 14.0 | .333 | .350 | .833 | 1.2 | 2.2 | .7  | .0  | 5.1  |
| 2015–16  | NOP    | 2   | 1   | 11.5 | .000 | .000 | .000 | .0  | 2.0 | .5  | .0  | .0   |
| 通算     | 通算   | 618 | 107 | 22.5 | .423 | .360 | .796 | 2.3 | 3.0 | .9  | .1  | 11.0 |

#### プレーオフ
| シーズン | チーム | GP | GS | MPG  | FG%  | 3P%  | FT%   | RPG | APG | SPG | BPG | PPG  |
| -------- | ------ | -- | -- | ---- | ---- | ---- | ----- | --- | --- | --- | --- | ---- |
| 2010     | BOS    | 17 | 0  | 7.5  | .375 | .333 | .800  | .8  | 1.1 | .4  | .1  | 4.2  |
| 2011     | OKC    | 3  | 0  | 4.0  | .286 | .333 | 1.000 | .0  | .3  | .0  | .0  | 2.7  |
| 2013     | CHI    | 12 | 8  | 33.7 | .436 | .338 | .756  | 2.7 | 4.4 | 1.0 | .2  | 16.3 |
| 通算     | 通算   | 32 | 8  | 17.0 | .415 | .337 | .776  | 1.4 | 2.3 | .6  | .1  | 8.6  |

### 1試合記録
| 統計                   | 最高 | 相手                               | 日付          |
| ---------------------- | ---- | ---------------------------------- | ------------- |
| 得点                   | 45   | ポートランド・トレイルブレイザーズ | 2008年3月8日  |
| リバウンド             | 10   | 3回                                | –             |
| アシスト               | 15   | ロサンゼルス・クリッパーズ         | 2009年2月11日 |
| スティール             | 5    | 5回                                | –             |
| ブロック               | 3    | シャーロット・ボブキャッツ         | 2013年1月28日 |
| フィールドゴール成功数 | 18   | アトランタ・ホークス               | 2010年1月1日  |
| スリーポイント成功数   | 8    | ポートランド・トレイルブレイザーズ | 2007年3月22日 |
| フリースロー成功数     | 15   | インディアナ・ペイサーズ           | 2009年2月23日 |

## 戦績

### プロボクシング
| プロボクシング 戦績 | プロボクシング 戦績 | プロボクシング 戦績 | プロボクシング 戦績 | プロボクシング 戦績 | プロボクシング 戦績 | プロボクシング 戦績 |
| ------------------- | ------------------- | ------------------- | ------------------- | ------------------- | ------------------- | ------------------- |
| 1 試合              | (T)KO               | 判定                | その他              | 引き分け            | 無効試合            |                     |
| 0 勝                | 0                   | 0                   | 0                   | 0                   | 0                   |                     |
| 1 敗                | 1                   | 0                   | 0                   | 0                   | 0                   |                     |

| 戦           | 日付           | 勝敗 | 時間    | 内容 | 対戦相手         | 国籍           | 備考 |
| ------------ | -------------- | ---- | ------- | ---- | ---------------- | -------------- | ---- |
| 1            | 2020年11月28日 | 敗北 | 2R 1:24 | KO   | ジェイク・ポール | アメリカ合衆国 |      |
| テンプレート |                |      |         |      |                  |                |      |